# Hans Scharrer
Hans Scharrer (* 8. März 1892; † 28. April 1945 in München) war ein deutscher Kommunalbeamter in München.

## Leben
Stadtinspektor Hans Scharrer öffnete dem Oberleutnant Hans Betz, Kompaniechef des 61. Bataillons der Freiheitsaktion Bayern, das Rathaus in München und führte ihn zu Christian Weber.
Das Stoßtruppunternehmen sollte Karl Fiehler festsetzen. Weber wurde auf einen Fußweg an der Isar zwischen München-Freimann und dem Erdinger Moos geführt, ausgesetzt und verlangte in der Folge die Hinrichtung von Scharrer.
Des Hochverrats Verdächtigte, darunter Franz Ritter von Epp, wurden von einem Verhaftungskommando der SS unter Leonhard Würmseer aufgespürt. Epp wurde am Morgen des 29. April 1945 nach Salzburg gebracht und dort von der SS vernommen. Paul Giesler las Rudolf Huebner Todesurteile vor, was als „fliegendes Standgericht“ bezeichnet wurde. Scharrer wurde erschossen, ohne dass ihm sein Recht auf rechtliches Gehör eingeräumt wurde.
Hauptmann Alfred Salisco wurde mit der Vollstreckung des Urteils beauftragt. Da er diesen Befehl hinauszögerte, erhielt er nach zwei Stunden noch einmal diesen Befehl, worauf er zwischen 17 und 18 Uhr des 28. April 1945 ein Kommando aus drei Volkssturmmännern schießen ließ und dem am Boden liegenden Caracciola aus kurzer Entfernung mit der Pistole ins Genick schoss.
Am 19. Oktober 1945 wurden im Perlacher Forst die Leichen von Scharrer, Günther Caracciola-Delbrück, Maximilian Roth sowie des Deserteurs Gerns, der mit der Identität des französischen Staatsangehörigen Louis Trinqueen erschossen worden war, gefunden. Scharrer wurde auf dem Friedhof am Perlacher Forst beigesetzt, das Grab wurde 1976 aufgelassen.
Im Dezember 1945 lehnte das Landgericht München I die Eröffnung des Hauptverfahrens gegen Alfred Salisco und Leonhard Würmseer wegen Tötungsdelikten ab mit der Begründung, die Schießbefehle des Gauleiters Gieslers seien auf der Grundlage nationalsozialistischer Gesetzgebung rechtens gewesen, und selbst wenn sie dies nicht wären, hätten die Angeschuldigten um die Rechtswidrigkeit nicht wissen können. Ein Schwager zweier der Ermordeten, der Rechtsanwalt Ernst Kessler, schrieb daraufhin an den Ministerpräsidenten und Justizminister Wilhelm Hoegner einen empörten Brief, in dem er vor der „Tendenz bayerischer Gerichte“ warnte, „typische Naziverbrechen mit typischer Nazirechtsprechung zu behandeln.“ Auf Kesslers Drängen hin setzte sich wohl Hoegner dafür ein, dass die Mörder doch noch zur Verantwortung gezogen wurden.
Im November 1947 verurteilte das Landgericht Alfred Salisco zu lebenslangem Zuchthaus und Leonhard Würmseer zu einem Jahr und sechs Monaten Gefängnis.
Ihm zum Gedenken wurde eine Erinnerungstafel in Maxvorstadt, Ludwigstraße 2, angebracht.

## Veröffentlichung
- Die Strombedarfsgestaltung der städtischen Kleinabnehmer unter bes. Berücks. d. Elektrowärme, 1933
- Aus Bayerns schwerster Zeit: Tatsachenbericht über d. Befreiung Münchens vor 20 Jahren, 1939